# Guščerovec
Guščerovec falu Horvátországban Kapronca-Kőrös megyében. Közigazgatásilag Sveti Petar Orehovechez tartozik.

## Fekvése
Kőröstől 6 km-re északnyugatra, községközpontjától 4 km-re délkeletre fekszik.

## Története
Guščerovec egykor a mainál sokkal jelentősebb helynek számított. Várkastélya a 15. században épülhetett reneszánsz stílusban, később egyes részeit barokk stílusban építették át. A kastély a guščeroveci uradalom, majd a 19. századtól a nagykemléki uradalom központja volt. 1914-ben bontották le.
 A falu egykori birtokosa a szenterney Kustyer család volt, róluk kapta a nevét a birtok és a település is. A kicsiny birtoknak, melyet kezdetben Szent Irenejnek neveztek 1370-től 1467-ig voltak a tulajdonosai. Középkori temploma Szent Irén (Eiréne) tiszteletére volt szentelve, azonban a török korban elpusztult és az újjáépítés után már Szent Antal tiszteletére szentelték fel.
Első ismert birtokosa Junk verbőci ispán volt, majd őt unokája János mester, Mikcs bán, majd 1343-tól Miklós bán és Pál körösi ispán követték. 1353-ban István szlavón herceg Lackfy Tamás medvevári várnagynak és testvérének adományozta. A Kustyer család 1370-ben kapta adományként I. Lajos királytól. A 15. századtól kezdték "Kustjer, Kustjirolez, Kustjerovec" alakban említeni. 1411-ben birtokosát Kustyer Miklóst "Nicolaus Kuschar de szent Erney" néven említik. Későbbi birtokosai Korotnai János, a litvai Horvátok, Gyulai János, a Pekri, a Bocskai, a Geszthy és Orehóczy családok voltak. Utánuk a Keglevich, a Patacsich és Sermage családok voltak a tulajdonosai. Utolsó birtokosa Ozsegovich Lajos császári és királyi kamarás, ismert festő volt, aki 1910-ben a birtokot helyi parasztoknak adogatta el. Néhány festményén ábrázolja az egykori kastélyt és a templomot is. A 15. században épített kastélyt a török veszély közeledtére a 16. század végén és a 17. század elején vízivárrá bővítették és építették át. Egyemeletes négy kerek saroktoronnyal ellátott építmény volt, melynek falai 30-szor 33 méretes belső udvart fogtak körül.
A falunak 1857-ben 173, 1910-ben 290 lakosa volt. Trianonig Belovár-Kőrös vármegye Körösi járásához tartozott. 2001-ben 176 lakosa volt.

## Nevezetességei
Páduai Szent Antal tiszteletére szentelt temploma eredetileg a kastély kápolnájának épült. Először 1343-ban említi írásos forrás. Ekkor és 1484-ben is plébániatemplomként említik. 1704-ig volt önálló plébánia központja, ekkor az orehoveci plébániához csatolták. A 16. században átépítették. Mai formáját 1822-ben nyerte el, amikor Patacsich Eleonóra grófnő támogatásával újjáépítették. Az adományozót és édesanyját Keglevich Katalint is itt temették el.